# Узбекистон темир йуллари
Узбекистанские железные дороги (узб. O‘zbekiston temir yo‘llari / Ўзбекистон темир йўллари) — оператор сети Узбекских железных дорог, образованной 7 ноября 1994 года на базе линий бывшей Среднеазиатской железной дороги, расположенных на территории Республики Узбекистан. Это железнодорожное предприятие управляет железными дорогами на территории Узбекистана. 
Общая развернутая длина главных путей акционерного общества по состоянию на 1 января 2024 года составила 7400 километров, 2500 километров из них электрифицированы. В акционерном обществе работает 91 тысяча человек.
Годовой грузооборот железной дороги составляет около 25 % от суммарного грузооборота всех видов транспорта страны (в 2015 году общий объём грузооборота всех видов транспорта по Узбекистану 88,9 млрд т·км, железной дороги Узбекистана — 22,9 млрд т·км).
Узбекская железная дорога второй в СНГ (после линии Москва — Санкт-Петербург с поездами Сапсан в России) запустила высокоскоростное движение пассажирских поездов с поездами Afrosiyob на специальной перестроенной для этого линии из столицы Ташкента до третьего по величине города Узбекистана — Самарканда. Позже линия была продлена до Бухары.

## История Узбекистанской железной дороги

### Современный Узбекистан
После обретения Узбекистаном независимости железнодорожные сети, расположенные на территории страны, стали частью национальных железных дорог Узбекистана. Однако некоторые маршруты стали проходить по территориям других государств. В результате нарушилась железнодорожная связность ряда регионов страны. Наиболее крупные анклавные части, не связанные с основной сетью «Узбекистанских железных дорог», управляемых из Ташкента, образовали железные дороги в Каракалпакстане, Хорезмской и Сурхандарьинской областях; проезд в которые был возможен только через Туркменистан, а также крупная сеть в Ферганской долине, до 2016 года соединявшийся с основной сетью только через Согдийскую область Таджикистана. 
Начиная с 1993 года, силами «Узбекистанских железных дорог» было развёрнуто строительство новых магистральных линий, которые позволили к 2018 году воссоединить все анклавные части железнодорожной системы страны. Данная мера позволила к 2018 году практически полностью освободить внутригосударственные пассажирские и большую часть грузовых перевозок. 
В 1993 году был открыт участок Нукус — Кумшунгуль
В 1994 году — Кумшунгуль — Чимбай
В 1994 году — Нукус — Султан-Увайс (79 км)
В 1996 году — Туямуюн — Турткуль (60 км)
В 1996 году — Чимбай — Кумшунгуль.  
С января 1995 года велось строительство 342 километрового участка «Навои—Учкудук—Султануиздаг—Нукус». Открытие состоялось 1 февраля 2001 года, участок позволил связать Навоийскую область и Каракалпакстан минуя территорию Туркменистана. 
В декабре 1995 года началось строительство дороги Ташгузар — Кумкурган. Участок был завершён в 2007 году.
В 1997 году — Яккабаг — Чиракчи (12 км)
1998—1999 Шават — Джумуртау (55 км)
1 февраля 2001 года была введена в эксплуатацию железная дорога Шалкар — Мискин.
22 января 2010 г. — ноябрь 2010 Хайратон — Мазари-Шариф (Афганистан) (75 км)
27 июля 2010 завершена электрификация железнодорожной линии Тукимачи — Ангрен
8 октября 2011 запущена Высокоскоростная железная дорога, протяжённостью 780 км, на которой эксплуатируются скоростные поезда «Afrosiyob».
В июле 2013 года было начато строительство электрифицированной железнодорожной линии Ангрен — Пап, протяжённость которой составляет 129 км, включая 19-километровый Камчикский тоннель, проходящий под одноимённым перевалом, и шесть раздельных пунктов.
В сентябре 2015 года высокоскоростная железная дорога была продлена от Самарканда до Карши. К 2015 году общая протяжённость железных дорог составляла 4200 км.
22 июня 2016 года состоялся торжественный запуск 129 километровой железной дороги Ангрен — Пап. Сооружённый на данном участке Камчикский тоннель длинной 19,2 километров, стал самым крупным сооружением данного типа в бывшем СССР и Центральной Азии.
В сентябре 2016 года высокоскоростная железная дорога была продлена от Самарканда до Навои и Бухары.
В 2016 году было начато строительство новой железнодорожной линии Канимех—Мискин протяжённостью 397 км, однако уже в процессе строительства в марте 2017 года было решено изменить начальный пункт, и строительство началось со станции Бухара. 1 сентября 2017 года была завершена прокладка железнодорожной линии Бухара — Мискин протяжённостью 355 км. 
В феврале 2017 года начато строительство железнодорожной линии Ургенч — Хива. В ноябре 2018 года строительство было окончено, также построено новое здание вокзала Хивы .
В сентябре 2017 года начата реконструкция и электрификация железнодорожной линии Карши — Китаб. В августе 2018 годы работы были завершены, а с сентября линии было организовано движение скоростного поезда «Afrosiyob» по маршруту Ташкент — Китаб.
В 2018 году была завершена электрификация участка Карши — Термез протяженностью 325 км. В 2019 году был электрифицирован участок «Пап — Наманган» в 45 км.
В 2020 году кольцевая железная дорога «Наманган — Андижан — Маргилан — Коканд» длиной 331 км, опоясывающая Ферганскую долину, была полностью электрифицирована и по ней пустили пассажирские электропоезда. 
В феврале 2021 года открыто пассажирское движение поездов из Ташкента в Андижан через город Наманган.
В 2022 году происходила электрификация по направлению «Бухара — Мискин — Ургенч — Хива», с планами в дальнейшем пустить скоростные поезда. 
18 января 2023 года в Бишкеке (Кыргызстан) открылся совместный Проектный офис по координации строительства железной дороги «Китай — Кыргызстан — Узбекистан» с участием представителей Министерства транспорта Узбекистана, Кыргазстана и экспертов из Китая. В декабре 2024 года состоялось торжественное мероприятие с участием трёх стран по поводу начала строительных работ.
В 2024 году, в рамках завершения электрификации путей по маршруту «Бухара — Мискин — Ургенч — Хива» (465 км), прошёл тестовый скоростной поезд «Afrosiyob». К Новому году было намечено открытие движения и одновременно дать старт электрификации путей «Мискин — Нукус». После полной электрификации (до конца 2026 года) по направлению «Ташкент — Нукус» было принято решение пустить 6 специально закупленных электропоездов от корейской компании «Hyundai Rotem», этим 7-вагонным поездам планировалось дать название «Джалаладдин Мангуберды». Время в пути составит около 7 часов (вместо 13 часов до этого). В августе Узбекистан подписал с китайской CRRC, с которой сотрудничает уже более 20 лет, контракт на поставку 38 пассажирских и грузовых электровозов, тепловозов и маневровых локомотивов в рассрочку до 2034 года. В конце этого же года по маршруту пригородного сообщения «Ташкент — Ходжикент — Ташкент» был запущен электропоезд ЭП3Д российского производства.
В первой половине 2025 года завершилась электрификация 465 километрового участка «Бухара — Мискин — Ургенч — Хива», движение электропоездов «Hyundai Rotem» было намечено на следующий год.